# Cincinnati Wings
Die Cincinnati Wings waren ein US-amerikanisches Eishockeyfranchise der Central Professional Hockey League aus Cincinnati, Ohio.  

## Geschichte
Das Franchise nahm 1963 als eines von fünf Gründungsmitgliedern den Spielbetrieb der erstmals ausgetragenen Central Professional Hockey League auf. Zunächst hatte die Mannschaft ihren Sitz in Indianapolis, Indiana, wo sie als Farmteam der Detroit Red Wings aus der National Hockey League unter dem Namen Indianapolis Capitols im Indiana State Fairgrounds Coliseum spielte. Den Namen wählte man in Anlehnung an die Indianapolis Capitals, die von 1939 bis 1952 unter ähnlichem Namen in der American Hockey League aktiv gewesen waren. Bereits nach neun Spieltagen in ihrer Premierenspielzeit wurde die Mannschaft jedoch gezwungenermaßen von den Detroit Red Wings umgesiedelt, da die Halle durch eine Gasexplosion während einer Eiskunstlauf-Show, bei der 74 Menschen starben, schwer beschädigt wurde und fortan nicht mehr genutzt werden konnte.
Der Verein siedelte das Farmteam schließlich nach Cincinnati, Ohio, um und änderten den Namen in Anlehnung an ihren eigenen Namen in Cincinnati Wings. Die Spielzeit verlief nicht den Erwartungen entsprechend und es konnten nur zwölf der insgesamt 72 Spiele gewonnen werden. Damit verpassten die Cincinnati Wings als einziges der fünf Teams die Playoffs um den Adams Cup. Nach der Spielzeit wurde die Mannschaft nach Memphis, Tennessee, umgesiedelt, wo sie fortan unter dem Namen Memphis Wings am Spielbetrieb der CPHL teilnahmen.

## Saisonstatistik
Abkürzungen: GP = Spiele, W = Siege, L = Niederlagen, T = Unentschieden, OTL = Niederlagen nach Overtime SOL = Niederlagen nach Shootout, Pts = Punkte, GF = Erzielte Tore, GA = Gegentore, PIM = Strafminuten
| Saison  | GP | W  | L  | T | OTL | SOL | Pts | GF  | GA  | Platz    | Playoffs           |
| 1963–64 | 72 | 12 | 53 | 7 | —   | —   | 31  | 207 | 394 | 5., CPHL | nicht qualifiziert |

## Team-Rekorde

### Karriererekorde
| Spiele:       | 69  | Kanada 1957 | Howie Menard, | Wayne Muloin |
| Tore:         | 29  | Kanada 1957 | Richard Balon |              |
| Assists:      | 37  | Kanada 1957 | Howie Menard  |              |
| Punkte:       | 62  | Kanada 1957 | Howie Menard  |              |
| Strafminuten: | 169 | Kanada 1957 | Wayne Muloin  |              |